# 羧肽酶

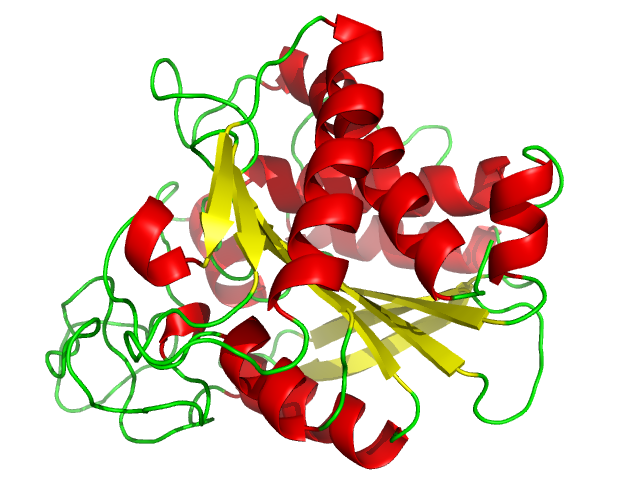
來自牛胰腺的羧肽酶A.

羧肽酶（EC編號：3.4.16-3.4.18）屬於一種蛋白酶，可水解（裂解）蛋白質或肽的羧基端（C端）末的肽鍵。 過程與氨肽酶相反，該氨基肽酶在蛋白質的N末端能夠切割肽鍵。 人、動物、細菌，以及植物包含有幾種類型的羧肽酶，且具有從分解代謝至蛋白質成熟等之多種功能。

## 運作機制
羧肽酶水解蛋白質或肽的羧基端（C端）的第一个酰胺键或多肽键。羧肽酶的作用机制是用羰基（C=O）基团取代底物中的配位水分子。羧肽酶 A 的水解反应有两种机制假说：亲核水分子（nucleophilic water）假说和酸酐（anhydride）假说。

## 外部連結
- 醫學主題詞表（MeSH）：Carboxypeptidases
- Protease section Stryer book '02